# Barbosella portillae
Barbosella portillae är en orkidéart som beskrevs av Carlyle August Luer. Barbosella portillae ingår i släktet Barbosella och familjen orkidéer.
Artens utbredningsområde är Ecuador. Inga underarter finns listade i Catalogue of Life.